# Amun-Re-Fest
Das Amun-Re-Fest ist zu Ehren der Gottheit Amun-Re seit dem Neuen Reich belegt und dauerte fünf Tage. Es war eines der jährlichen Hauptfeste und wurde im Tempel des Amun-Re in Karnak ausgerichtet, zu dem die Könige anreisten und mit den Ägyptern feierten.

## Hintergrund

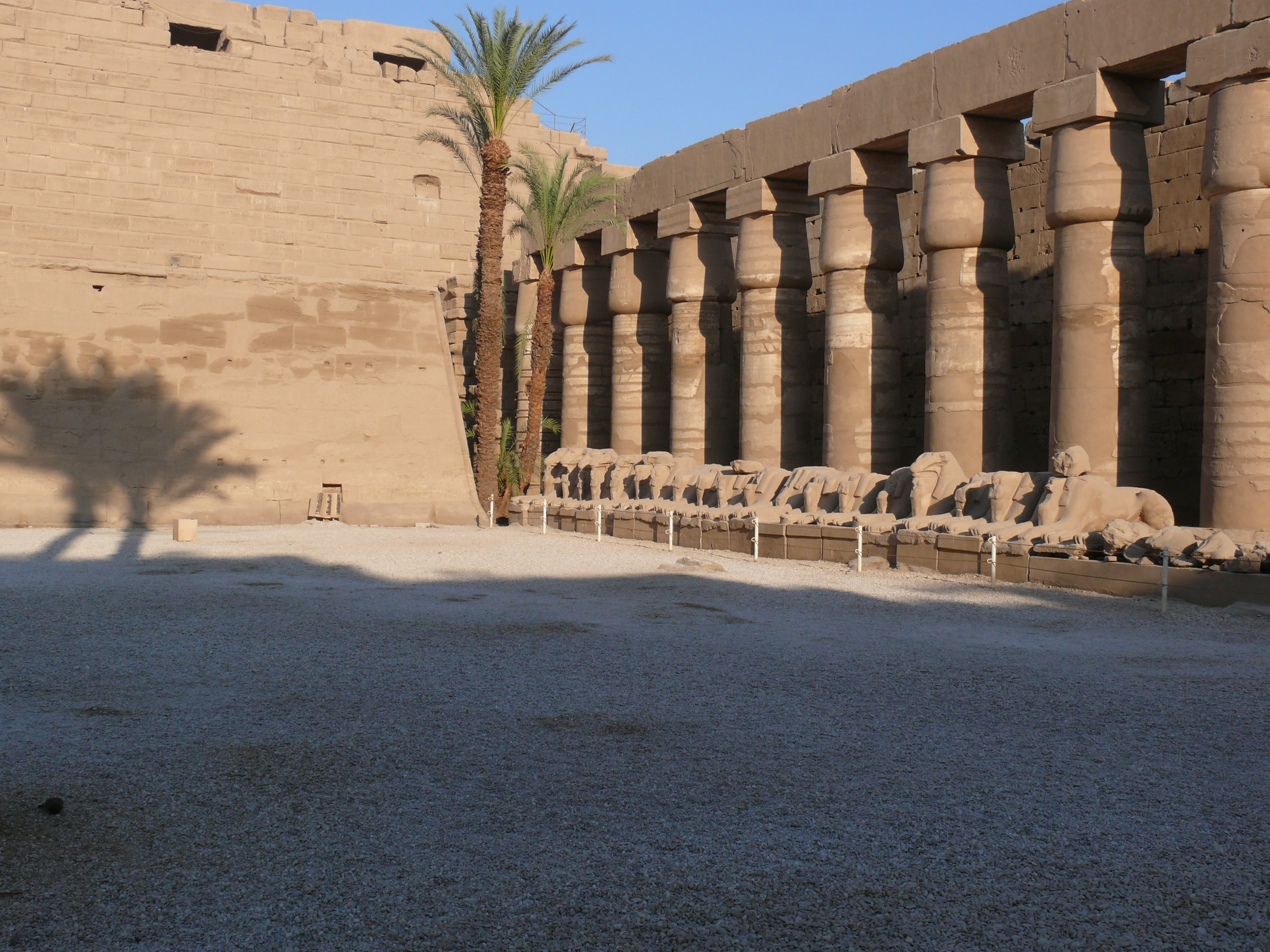
Amun-Re-Tempel in Karnak

Der Gott Amun-Re galt als „Hauch des Lebens für alle Dinge“, vom säuselnden Hauch bis zum Sturm, als Allesbeweger, der allen, dem Küken im Ei, den Fischen im Wasser, den Raubtieren, den Menschen, den Sternen das Leben gab.
Das einfache Volk verehrte ihn eher in direkter unveränderter Widdergestalt als Gott der Fruchtbarkeit. Vor diesem mythologischen Hintergrund galt es, Amun für die bevorstehende Ernte angemessene Opfer zukommen zu lassen.

## Fest-Termine
Das Amun-Re-Fest zählte zu den beweglichen Festen, da es an den bürgerlichen ägyptischen Mondkalender geknüpft war. Das Fest begann immer am ersten Neumond des ersten Monats der Schemu-Jahreszeit und dauerte bis zum vierten Tag nach Neumond.
Aus der dritten Zwischenzeit sind folgende Festdaten sicher erschlossen und belegt:
| Amun-Re-Festdaten | Amun-Re-Festdaten | Amun-Re-Festdaten             | Amun-Re-Festdaten                          |
| Name              | Ägyptisches Datum | Gregorianischer Kalender      | Regierungsjahr                             |
| ----------------- | ----------------- | ----------------------------- | ------------------------------------------ |
| Takelot II.       | 11. Schemu I      | 846 oder 832 v. Chr.          | 11. Jahr                                   |
| Petubastis I.     | [26]. Schemu I    | 2. Dezember 828 v. Chr.       | 7. Jahr = 14. Jahr Scheschonq III.         |
| Petubastis I.     | 16. Schemu I      | 22. November 827 v. Chr.      | 8. Jahr = 15. Jahr Scheschonq III.         |
| Scheschonq III.   | 26. Schemu I      | 26. November 803 v. Chr.      | 39. Jahr = Monddaten 7. Jahr Petubastis I. |
| Schebitko         | 5. Schemu I       | 7.–8. Oktober 701 v. Chr.     | 3. Jahr                                    |
| Psammetich I.     | 12. Schemu I      | 23.–24. September 610 v. Chr. | Letztes Regierungsjahr                     |